# Катешна
Катешна — річка в Україні, у Коростенському районі Житомирської області. Права притока Ужу (басейн Прип'яті).

## Опис
Довжина річки приблизно 6,8 км.

## Розташування
Бере початок на південному заході від Сарновичів. Тече переважно на північний захід понад Булахівкою і на південному сході від Дідковичів впадає у річку Уж, праву притоку Прип'яті.